# Fee Plumley
Fee Plumley es una artista británica, evangelista de tecnología y consultora digital. Vive en Australia. Trabajó para el Australia Council for the Arts en su programa "Contenido de las artes para la era digital", que produce iniciativas como Geek in Residence y Digital Culture Fund. Desde 1997, ha colaborado con Douglas Rushkoff. Es una invitada habitual en el Australian Broadcasting Corporation's Download this Show on Radio National, donde ella habla sobre datamining.

## Vida y trabajo
Tuvo su inicio creativo trabajando en la industria del teatro en North Wales, Londres, Leeds y Mánchester. Fue stage manager y props artista en Reino Unido. En 1996, utilizó Internet por primera vez, invitada a usarlo por un landlord en Brighton. Infeliz con su trabajo en el teatro, exploró cómo usar internet artísticamente. Su trabajo reúne literatura, rendimiento y tecnologías, como teléfonos móviles, social media, augmented reality, y Arduino. Su trabajo explora "cómo las personas creativas usan la tecnología para conectarse consigo mismas y sus ideas con otras personas".

## Proyectos
En 2000, Plumley comenzó la guía de teléfonos limitada con el animador y cineasta Ben Jones. El proyecto fue parcialmente financiado por el Arts Council of England. La empresa buscó "explorar nuevas tecnologías a medida que surgen y ver qué pueden ofrecerles las mentes creativas". Su programa se centró en crear plataformas, ejecutar comisiones y educar a artistas y al público, acerca de cómo usar teléfonos móviles para crear y compartir su arte. Esto incluyó el uso de teléfonos móviles para escritura creativa, usando 150 caracteres o menos, similar a la plataforma de Twitter.
En la primera mitad de 2012, Plumley tuvo éxito crowdfunded ($27,000) a través de la web Pozible para financiar un viaje de tres meses por Australia y un proyecto de arte. Plumley estaba a $10,000 por debajo de $25,000, hasta que Hugh Jackman, Amanda Palmer y Neil Gaiman tuitearon su apoyo para el proyecto. El proyecto fue financiado con éxito con $2,000 por encima del objetivo propuesto.
El objetivo del proyecto es crear y compartir en colaboración el arte digital con los "nómadas" australianos e internacionales en la residencia y las personas que conocen durante el viaje. Plumley usó los fondos para los costos de viaje y para comprar un autobús que estaba equipado con equipos tecnológicos, convirtiéndose en un taller móvil, espacio de exhibición para arte, laboratorio de tecnología y hogar para Plumley durante el proyecto.
Reallybigroadtrip se está asociando con otros artistas en Australia y organizaciones para sostener tweetups (encuentros organizados a través de Twitter), sesiones colaborativas, proyecciones y talleres.